# Мынцунь-Хуэйский автономный уезд
Мынцу́нь-Хуэ́йский автономный уезд (кит. упр. 孟村回族自治县, пиньинь Mèngcūn huízú zìzhìxiàn) — автономный уезд городского округа Цанчжоу провинции Хэбэй (КНР).

## История
При империи Суй в 596 году был создан уезд Фушуй (浮水县). Позднее эта территория была разделена между уездами Цан и Яньшань.
При империи Мин в 1404 году в этих местах поселилась семья Мэн из хуэйцзу, и образовалась деревня Мэнцунь («деревня Мэнов»).
В 1955 году в составе Специального района Цансянь (沧县专区) был создан Мэнцунь-Хуэйский автономный уезд. В июне 1958 года Тяньцзинь был понижен в статусе, став городом провинциального подчинения, и Специальный район Цансянь был присоединён к Специальному району Тяньцзинь (天津专区), при этом в ноябре 1958 уезды Яньшань и Цинъюнь были присоединены к Мэнцунь-Хуэйскому автономному уезду, но уже в декабре были восстановлены в прежних границах. В начале 1959 года Специальный район Тяньцзинь был расформирован, а вся его территория вошла в состав города Тяньцзинь.
В июне 1961 года был восстановлен Специальный район Цанчжоу (沧州专区) — бывший Специальный район Цансянь. В декабре 1967 года Специальный район Цанчжоу был переименован в Округ Цанчжоу (沧州地区). В 1993 году Округ Цанчжоу и город Цанчжоу были расформированы, а на их территориях был образован Городской округ Цанчжоу.

## Административное деление
Мэнцунь-Хуэйский автономный уезд делится на 4 посёлка и 2 волости.